# Виноградов, Олег (гребец)
Олег Виноградов (эст. Oleg Vinogradov; род. 28 апреля 1984[…], Пярну) — эстонский гребец, выступавший за сборную Эстонии по академической гребле в 2001—2006 годах. Обладатель серебряной медали Кубка мира, победитель и призёр первенств национального значения, участник летних Олимпийских игр в Афинах.

## Биография
Олег Виноградов родился 28 апреля 1984 года в городе Пярну Эстонской ССР. Проходил подготовку в местном гребном клубе.
Впервые заявил о себе в академической гребле на международном уровне в сезоне 2001 года, когда вошёл в состав эстонской национальной сборной и выступил на юниорском мировом первенстве в Дуйсбурге, где в зачёте одиночек занял 12-е место. Год спустя на аналогичных соревнованиях в Тракае стал в той же дисциплине пятым.
В 2003 году в парных двойках был четвёртым на молодёжной регате в Белграде.
Начиная с 2004 года выступал среди взрослых спортсменов, дебютировал в Кубке мира, в частности в парных четвёрках выиграл серебряную медаль на этапе в Мюнхене. Благодаря череде удачных выступлений удостоился права защищать честь страны на летних Олимпийских играх в Афинах — в составе парного экипажа-четвёрки, куда также вошли гребцы Андрей Шилин, Андрей Ямся и Игорь Кузьмин, сумел квалифицироваться лишь в утешительный финал В и расположился в итоговом протоколе соревнований на девятой строке.
После афинской Олимпиады Виноградов ещё в течение некоторого времени оставался действующим спортсменом и продолжал принимать участие в крупнейших международных регатах. Так, в 2005 году он отметился выступлением на молодёжном мировом первенстве в Амстердаме, где в одиночках занял итоговое 12-е место.
В 2006 году в парных четвёрках стал пятым на этапе Кубка мира в Люцерне, тогда как в одиночках занял 18-е место на молодёжном мировом первенстве в Хазевинкеле.